# Bjarke Mogensen
Bjarke Mogensen (født 27. december 1985 i Rønne) er en dansk accordeonist. 

## Karriere
Han debuterede 13 år gammel som international solist med Münchens Symfoniorkester i en live udsendelse på tv-kanalen ZDF. Han har blandt andet spillet med musikere som Gidon Kremer, og Augustin Dumay samt samarbejdet som solist med Kremerata Baltica, Moscow Virtuosi, Det Slovakiske National Orkester, Prague Radio Orchestra, DR SymfoniOrkestret, DR UnderholdningsOrkestret, Cph Phil, Århus Symfoniorkester,  under ledelse af dirigenter som Lan Shui, Vladimir Spivakov, Thomas Søndergaard, Rolf Gupta, John Storgårds, Beat Furrer, Francesco Angelico og Leos Svarovksy.
Bjarke Mogensen havde sin debut som solist i Carnegie Hall i 2011 som den første skandinaviske accordeonist. Han blev optaget i Kraks Blå Bog i 2014.

## Priser
- Anmelderringens Kunstnerpris 2016
- Dronning Ingrids Mindelegat 2013
- Almere International Chamber Music Competition 2012 med MYTHOS [3]
- EBU-konkurrence "New Talent" 2012[4]
- Kronprinsparrets Stjernedryspris 2012[5]
- P2s kammermusikkonkurrence 2011 med MYTHOS[6]
- Léonie Sonnings Musikstipendium 2010[7]
- Gladsaxe Musikpris 2009
- Det Kgl. Danske Musikkonservatoriums konkurrence for sangere og instrumentalister 2008
- Spil for livet 2006
- KulturBornholms Kulturpris 2006[8]
- Victor Borges Musikpris 2006
- Hans Kongelige Højhed Prins Henriks Fonds legat
- Berlingske Tidendes Klassiske Musikkonkurrence 2000

### Æreskunstner i Østermarie
Bjarke Mogensen blev som den hidtil yngste udnævnt til æreskunstner i Østermarie ved KulturBornholms velbesøgte koncert i Østermarie Kirke 17. maj 2016. Ved æreskunstnerkoncerten medvirkede bl.a. Prins Henrik, operasangerinderne Dorthe Elsebet Larsen og Ingeborg Børch, guitaristen Mikkel Egelund Nielsen, pianisten Jacob Beck, Nylarskoret og Sangforeningen Morgenrødens store kor. Prinsen læste to af sine egne digte på fransk og var med til at afsløre æreskunstnerskiltet.
Som de foregående 26 æreskunstnere fik Bjarke Mogensen opkaldt en lokalitet i Østermarie efter sig. Det blev rampen op til Vores Folkekøkken, der fik navnet Bjarke Mogensens Trækrute. Navnet blev i promoveringstalen begrundet med at Bjarke Mogensen spiller "trækharmonika" og at han ligesom trækfuglene regelmæssigt flyver til udlandet, men vender hjem igen. Danske Mæceners Landsforbunds gave var et eksemplar af Blichers "Trækfuglene".

## Legater
- Eigil og Aennchen Harbys Fond 2011
- Børge Schrøder og hustru Herta Finnerups Musiklegat 2001
- Jacob Gades Legat 2000

## Udgivelser
- Accordion Concertos on Dacapo Records
- The song I'll never sing - Works for Accordion on Dacapo Records
- Anders Koppel Double Concertos on Dacapo Records
- Winter Sketches on Orchid Classics Arkiveret 26. november 2013 hos  Wayback Machine